# 納迪爾隕石坑

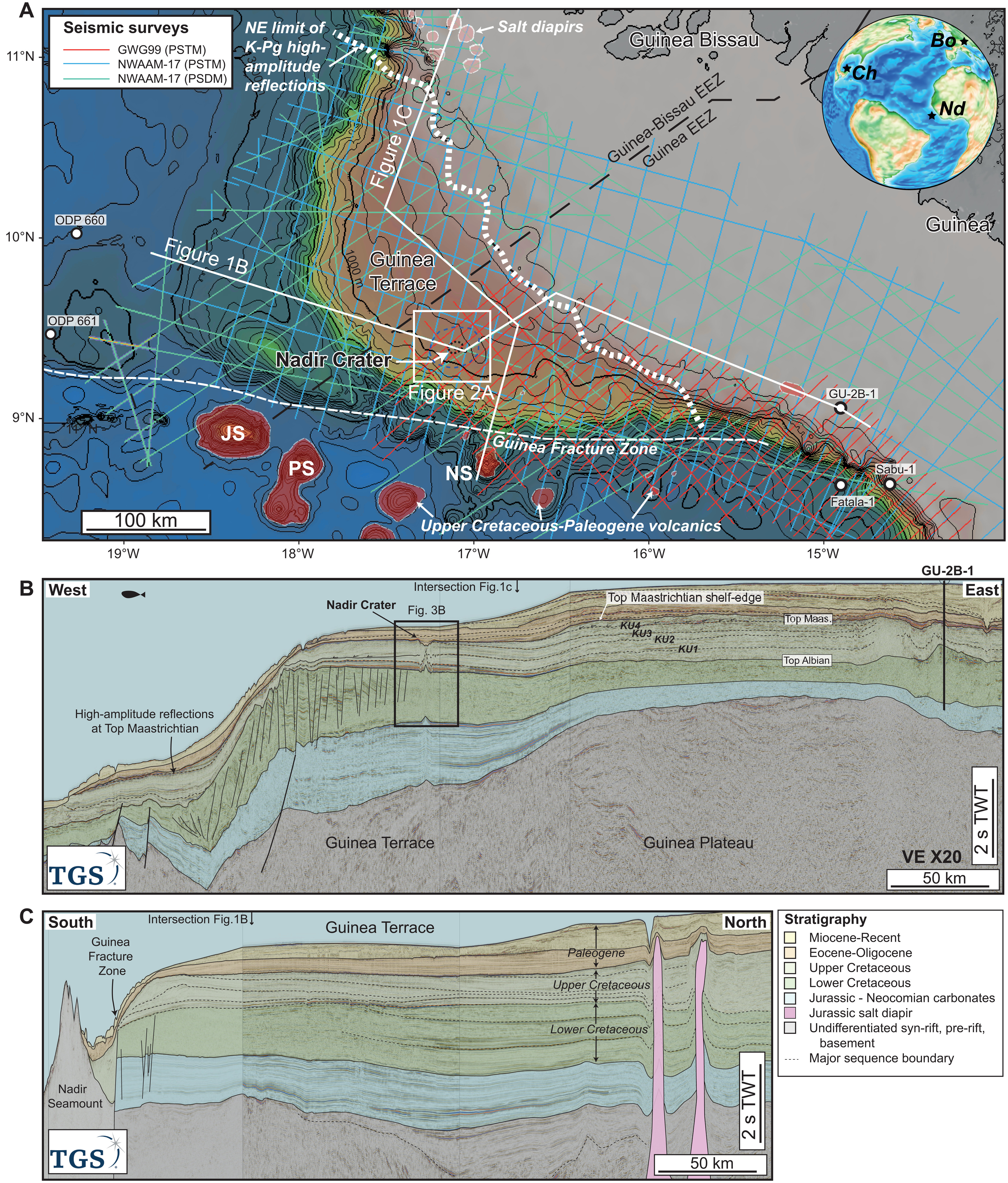
顯示納迪爾隕石坑位置的地圖和區域地震剖面圖。

納迪爾隕石坑是一個位於幾內亞海岸外400（248英里），埋藏在大西洋幾內亞高原上的撞擊坑。該特徵已在其南方100公里處的納迪爾海山命名。宣佈發現該特徵的論文於2022年發表在《科學進展》雜誌上，2024年確認了撞擊的起源。該隕石坑直徑約為9.2公里，大約形成於6,600萬年前，靠近白垩纪－古近纪界线邊界，是一顆小行星撞擊海底形成的。

## 撞擊事件
該隕石坑具有撞擊坑的所有特徵：適當的寬深比、邊緣高度和中心隆起高度。它形成於大約6,600萬年前的白堊紀-古近紀邊界或附近，大約與希克蘇魯伯隕石坑同時形成。隕石坑形成的數值模擬表明，一顆不小於400米的小行星在約800米深處撞擊了海洋底部。它會產生一個半徑大於5 km（3 mi）的火球，海底附近的水和沉積物瞬間蒸發，撞擊口周圍產生高達1 km的波浪形成海嘯，以及從淺埋的黑頁岩礦床釋放出大量溫室氣體。還會產生震級6.5–7.0級的地震，估計釋放出的能量為2×1019焦耳（5吉公噸黃色炸藥）。
2024年，詳細的地震資料分析（具體來說，來自反射地震學）證實了該結構的撞擊來源，無可置疑。
為了獲得更精確和嚴格限制的隕石坑年齡（現時不確定約為100萬年），從隕石坑鑽探沉積物岩心和測試隕石坑底部的礦物是關鍵，並且已經提出了這一建議。

## 衝擊器
據估計，撞擊器的直徑約為400米（1⁄4 mi），大致相當於貝努小行星的大小。該論文的作者推測，它可能是雙小行星和希克蘇魯伯撞擊器的一部分，或者是撞擊團的一部分，但也有可能它無關。與納迪爾隕石坑規模相似的撞擊平均每50,000到100,000年發生一次。